# Adrian Vandenberg
Adrian Vandenberg, rodným jménem Adrianus van den Berg (* 31. ledna 1954, Haag) je nizozemský malíř a kytarista, známý především z hardrockové skupiny Whitesnake. S touto skupinou začal spolupracovat v roce 1985, ale jejím členem se stal až o dva roky později. V kapele působil do roku 1991, krátce v ní opět hrál v letech 1994 a 1997. Později se skupinou několikrát vystoupil jako host. Před Whitesnake hrál ve skupině Teaser, se kterou roku 1978 vydal jedno album. Následně vydal několik alb s projektem Vandenberg, jehož činnost byla ukončena nástupem do Whitesnake. Od roku 2013 působil ve skupině MoonKings, která v únoru 2014 vydala své první studiové album.